# Ordine di Cisneros
L'Ordine di Cisneros è un Ordine cavalleresco spagnolo.

## Storia
L'Ordine è stato fondato l'8 marzo 1944 da Francisco Franco e dedicato al cardinale Francisco Jiménez de Cisneros.
L'Ordine è concesso per servizi straordinari alla politica.
Il Cancelliere è il Ministro della Presidenza.
Dal 1977, durante la transizione democratica, nessun nuovo membro è stato nominato, sebbene sia formalmente in vigore.

## Classi
L'Ordine dispone delle seguenti classi di benemerenza:
- Gran Collare
- Gran Croce
- Fascia
- Commendatore di Numero
- Commendatore
- Lazo
- Croce
- Medaglia d'Oro

## Insegne
- Il nastro è completamente viola.